# Грютвикен

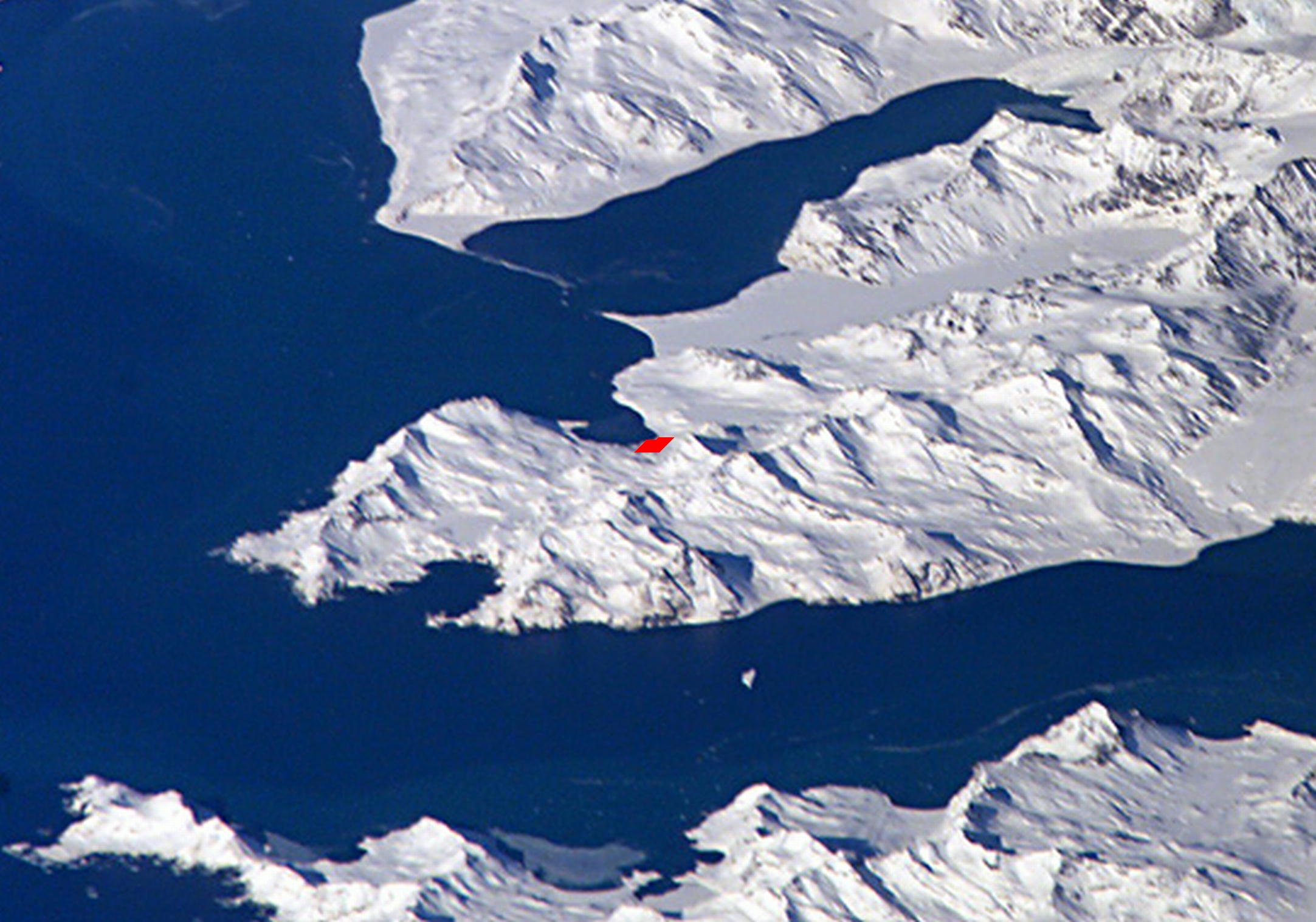
Полуостров Тэтчер с Грютвикеном

Грютвикен (норв. Grytviken, «Котельный залив») — посёлок в британской заморской территории Южная Георгия и Южные Сандвичевы Острова. Грютвикен расположен на восточном берегу полуострова Тэтчер, у небольшого залива Кинг-Эдуард (так и назвали «Грютвикен» первоначально), часть бухты Восточный Камберланд на северо-восточном побережье острова Южная Георгия. Грютвикен иногда ошибочно называют столицей Южной Георгии и Южных Сандвичевых Островов, хотя официально правительство базируется в Кинг-Эдуард-Пойнте, расположенном неподалёку.
Грютвикен является портом острова, а с 1909 года здесь находилась резиденция британского магистрата колонии Зависимые территории Фолклендских островов (с 1985 года — заморской территории Южная Георгия и Южные Сандвичевы Острова), а также портовые, таможенные, иммиграционные, рыболовные, почтовые власти и администрация. Административный комплекс правительства Южной Георгии расположен вместе с научной станцией Британской антарктической службы на мысе Кинг Эдуард у входа в одноимённый залив на расстоянии всего 800 метров от китобойного посёлка (обычно также подразумевается как часть Грютвикена).

## История

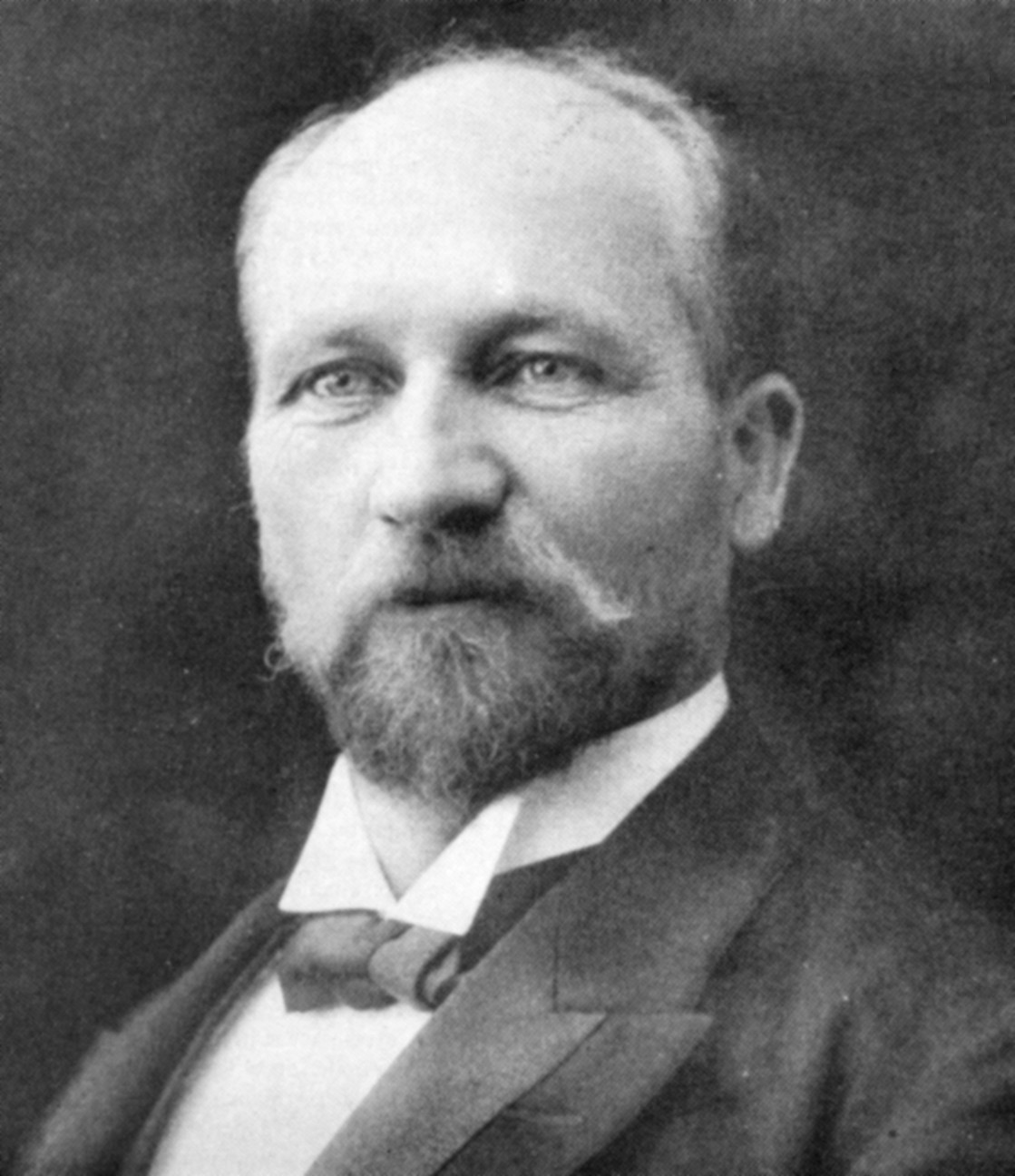
Карл А. Ларсен

Китобойную базу построили в 1904 году 60 норвежцев под руководством Карла Антона Ларсена вскоре после прибытия на остров 16 ноября. 24 декабря того же года был запущен завод по выработке китового жира. Ларсен выбрал место для китобойной базы во время предыдущего посещения этих мест в 1902 г в качестве капитана судна «Антарктик» Шведской антарктической экспедиции под руководством Отто Норденшельда.
Грютвикен был первой китобойной базой в Антарктике. Сперва принадлежал Аргентинской рыбной компании, основанной Ларсеном, и с 1 января 1906 года работал с китобойной лицензией, выданной губернатором Фолклендских островов, которую компания получила через британское посольство в Буэнос-Айресе. В 1960 году Грютвикен продан компании «Албион Стар» (Южная Георгия), причём в 1963—1964 базу арендовала японская китобойная компания «Кокусай Гёгё кабусикигайся». Деятельность окончательно прекращена 4 декабря 1964 года. Как и остальные китобойные станции на острове, с 1979 года принадлежит британской компании «Кристиан Сальвесен».

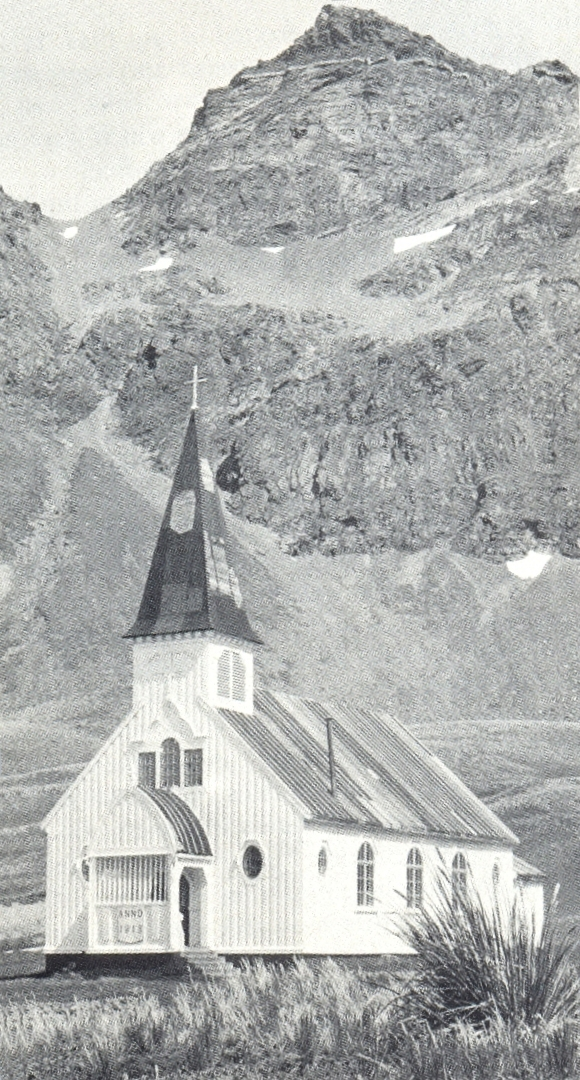
Норвежская церковь, Грютвикен

Регулярные метеорологические наблюдения в Грютвикене начаты Ларсеном в 1905 году. С 1907 года проводились Аргентинской рыбной компанией в сотрудничестве с Аргентинским метеорологическим бюро, согласно требованиям британской китобойной лицензии, до изменения условий последней в 1949 году.

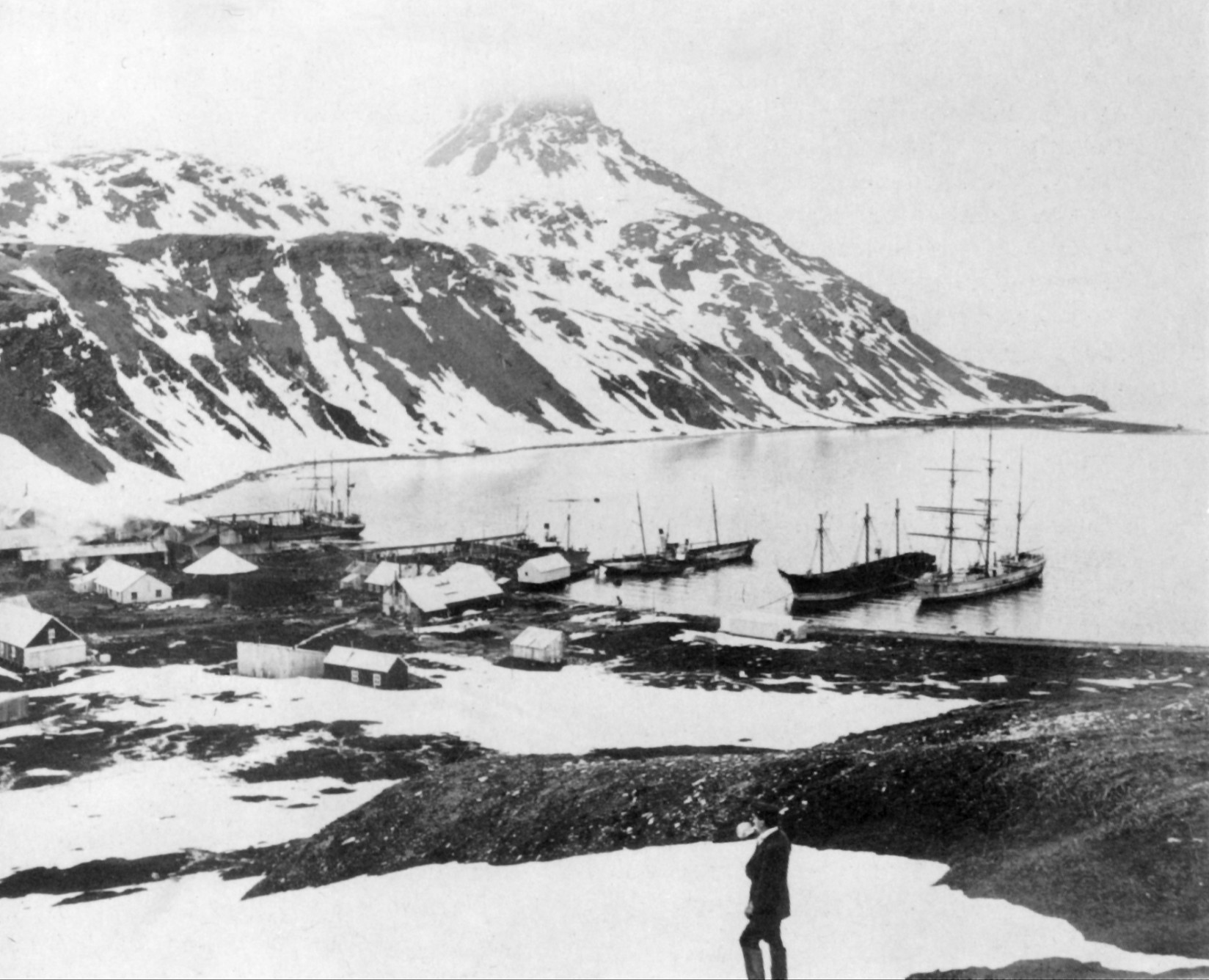
Грютвикен, 1914 год.

Во время Фолклендского конфликта Грютвикен и Лейт Харбор были заняты аргентинскими силами 3 апреля 1982 года в ходе двухчасового сражения, при котором был повреждён аргентинский фрегат «Гуэррико» и сбит аргентинский вертолёт. После 22-дневной оккупации аргентинский гарнизон капитулировал без сопротивления 25 апреля 1982 года, когда аргентинская подводная лодка «Санта Фе» была повреждена и захвачена британским флотом возле острова.
После конфликта Великобритания поддерживала на мысе Кинг Эдуард небольшой гарнизон морских пехотинцев до марта 2001 года, когда Британская антарктическая служба возобновила контроль над своей базой в Грютвикене.
В последние годы заброшенная китобойная станция, после десятилетней разрухи, усугубляемой суровым климатом острова, очищена от мусора и загрязнения (нефте- и химпродуктами и асбестом). Ряд строений реставрированы Правительством Южной Георгии для туристических и иных целей. Среди них — известная Норвежская церковь, построенная в 1913 году, как и менеджерская вилла, отданная под Музей Южной Георгии. Отремонтирован также портовый причал, подняты китобойные суда Албатрос и Диас, до недавних пор лежавшие на дне возле причала. Имеется проект возобновления производства гидроэнергии на близлежащем искусственном водоёме Гул Лейк.
Грютвикен — один из самых популярных туристических объектов в Антарктике, как из-за впечатляющей картины окружающих гор, ледников и фьордов, так и исторических достопримечательностей китобойной базы, на кладбище которой в 1922 году похоронен известный полярный исследователь сэр Эрнест Шеклтон. В Грютвикене родилась Сольвейг Гунбьёрг Якобсен — первый человек, рождённый в Антарктике.

## См. также

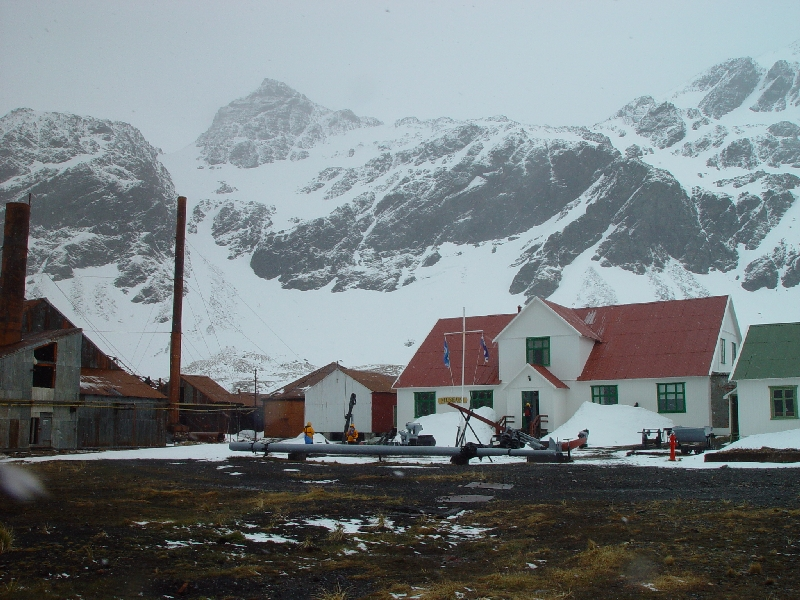
Музей Южной Георгии, Грютвикен

## Климат
| Показатель                                                                             | Янв. | Фев.  | Март  | Апр.  | Май   | Июнь  | Июль  | Авг.  | Сен.  | Окт. | Нояб. | Дек. | Год    |
| -------------------------------------------------------------------------------------- | ---- | ----- | ----- | ----- | ----- | ----- | ----- | ----- | ----- | ---- | ----- | ---- | ------ |
| Абсолютный максимум, °C                                                                | 24,5 | 26,5  | 28,8  | 20,8  | 17,6  | 14,2  | 14,9  | 13,5  | 17    | 20,2 | 22,5  | 27,1 | 28,8   |
| Средний суточный максимум, °C                                                          | 8    | 8,5   | 7     | 5     | 3     | 2     | 1     | 1     | 2,5   | 4    | 6     | 8    | 4,5    |
| Средняя температура, °C                                                                | 4,7  | 5,4   | 4,5   | 2,5   | 0,1   | −1,2  | −1,5  | −1,5  | 0,1   | 1,7  | 2,9   | 3,7  | 1,8    |
| Средний суточный минимум, °C                                                           | 2    | 2     | 2     | 0     | −3    | −4    | −4    | −3    | −2,5  | −1   | 0     | 1    | −0,5   |
| Абсолютный минимум, °C                                                                 | −4,1 | −3,7  | −6,3  | −9,8  | −11,4 | −14,6 | −15,2 | −19,2 | −18,4 | −11  | −6,4  | −5,4 | −19,2  |
| Норма осадков, мм                                                                      | 97,3 | 126,2 | 142,6 | 145,2 | 153,0 | 137,9 | 145,2 | 139,1 | 109,9 | 93,3 | 94,4  | 87,4 | 1472,6 |
| Источник: Worldclimate (англ.). www.worldclimate.com. Дата обращения: 27 августа 2022. |      |       |       |       |       |       |       |       |       |      |       |      |        |